# News UK

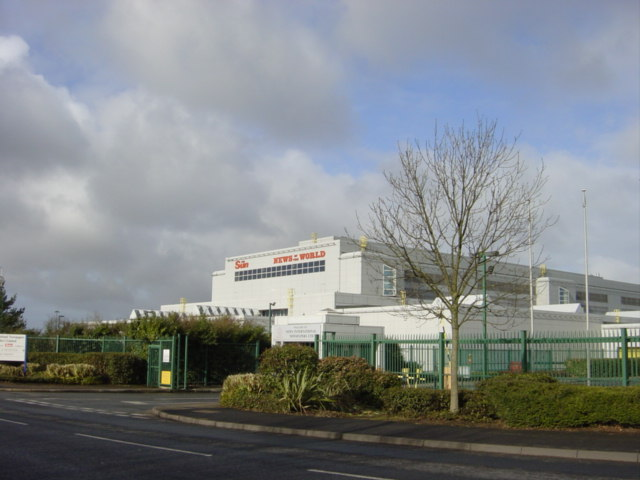
Nhà máy in của News International tại khu công nghiệp Knowsley, nơi in tờ News of the World và tờ the Sun

News Corp UK & Ireland Limited (giao dịch dưới tên News UK, trước đây là News International và NI Group) là một chủ báo ở Anh sở hữu bởi News Corporation của ông trùm truyền thông Rupert Murdoch. Cho đến tháng 6 năm 2002, nó có tên là News International plc (công ty đại chúng News International).
Những tờ báo của công ty này được xuất bản bởi ba công ty con, Times Newspapers Ltd, News Group Newspapers và NI Free Newspapers Limited và được in tại Broxbourne, Knowsley và Lanarkshire (là nhà máy in lớn nhất và nhanh nhất trên thế giới).
Từ năm 1987 đến năm 1995, thông qua công ty con News (UK) Today, News International đã sở hữu được tờ Today, tờ báo in màu đầu tiên ở Anh.
Tháng 10 năm 2005, News International bán lại TSL Education, nhà xuất bản của Times Educational Supplement, với giá 415 triệu đô-la Mỹ.
Towet Hamlet, một khu của thành phố Luân Đôn, đã cho phép xây dựng lại tòa nhà chính trong khuôn viên News International Wapping. Nơi này sẽ là trụ sở chung đầu tiên của News International, Harper Collins, Dow Jones, Fox và các doanh nghiệp có liên hệ khác.

## Tài sản nắm giữ
- News International (Advertisements) Limited
- News International Associated Services Limited
- News International Distribution Limited
- News Printers (Knowsley) Limited
- News Printers (Scotland) Limited
- News International Pension Trustees Limited
- News International Supply Company Limited
- News International Television Investment Company Limited
- News International Television Limited
- NI Syndication Limited